# 애덤 스콧 (골프 선수)

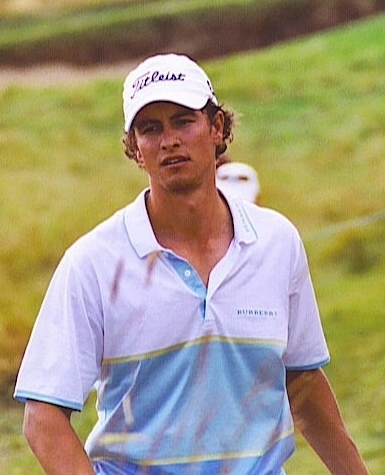
애덤 스콧

애덤 데릭 스콧(Adam Derek Scott, 1980년 7월 16일 ~ )은 오스트레일리아의 골프 선수이다.